# Ingestión cáustica
La ingestión cáustica se produce cuando alguien ingiere accidental o deliberadamente una sustancia cáustica o corrosiva. Dependiendo de la naturaleza de la sustancia, la duración de la exposición y otros factores, puede provocar diversos grados de daño en la mucosa oral, el esófago y el revestimiento del estómago.
La gravedad de la lesión se puede determinar mediante endoscopia del tracto digestivo superior, aunque la tomografía computarizada puede ser más útil para determinar si se requiere cirugía.
Durante el proceso de cicatrización, pueden formarse estenosis del esófago que pueden requerir dilatación terapéutica e inserción de un stent.

## Signos y síntomas
Las manifestaciones inmediatas de la ingestión de sustancias cáusticas incluyen erosiones de las superficies mucosas del tracto gastrointestinal o de las vías respiratorias (que pueden provocar hemorragias si las erosiones se extienden a un vaso sanguíneo), hinchazón de la boca y la lengua, babeo o hipersalivación, náuseas, vómitos, disnea, disfonía/afonía irritación de los ojos y la piel. La perforación del esófago puede provocar mediastinitis o la perforación del estómago o del intestino puede provocar peritonitis. Puede producirse hinchazón de las vías respiratorias o laringoespasmo que comprometa la respiración. Las lesiones que afectan al sistema respiratorio incluyen la neumonía por aspiración y las úlceras laríngeas. Los signos de compromiso respiratorio incluyen el estridor y un cambio en la voz de la persona.
Las manifestaciones posteriores de la ingestión de sustancias cáusticas incluyen estenosis o estenosis esofágicas, que pueden provocar dolor crónico y malnutrición. Las estenosis esofágicas ocurren con mayor frecuencia tras lesiones más graves de la mucosa, y se dan en el 71% y el 100% de las lesiones de la mucosa de grado 2b y 3, respectivamente. Las manifestaciones remotas de las ingestiones cáusticas incluyen el cáncer de esófago. Las personas con antecedentes de ingestión de sustancias cáusticas tienen entre 1.000 y 3.000 veces más probabilidades de desarrollar cáncer de esófago, y la mayoría de los casos se producen entre 10 y 30 años después de la ingestión.

## Fisiopatología
Los ácidos con un pH inferior a 2 o los álcalis con un pH superior a 12 son capaces de causar las lesiones más extensas en las ingestiones. Los álcalis dañan los tejidos saponificando las grasas, lo que provoca una necrosis por licuefacción que permite a los álcalis alcanzar los tejidos más profundos. Los ácidos desnaturalizan las proteínas mediante necrosis por coagulación; se cree que este tipo de necrosis impide que el ácido llegue a los tejidos más profundos. Clínicamente, el pH, la concentración y el volumen de la sustancia ingerida, además de la duración del contacto con el tejido y el porcentaje de superficie corporal afectada, determinan la gravedad de la lesión.

## Diagnóstico

### Clasificación
La gravedad de las lesiones de la mucosa del tracto gastrointestinal suele clasificarse utilizando los criterios de Zargar.
| Categoría | Recomendaciones                                                                                        |
| --------- | --- |
| 0         | Examen normal                                                                                          |
| 1         | Edema y eritema de las mucosas.                                                                        |
| 2a        | Ulceraciones o erosiones superficiales, friabilidad, formación de ampollas, exudados, hemorragias.     |
| 2b        | Ulceraciones profundas (ya sean discretas o circunferenciales), así como los hallazgos descritos en 2a |
| 3a        | Múltiples áreas pequeñas y dispersas de necrosis.                                                      |
| 3b        | Necrosis extensa                                                                                       |

## Tratamiento
Los tratamientos habituales utilizados para las ingestiones de sustancias tóxicas son ineficaces, o incluso perjudiciales, cuando se aplican en ingestiones de sustancias cáusticas. Los intentos clínicos de vaciar el estómago pueden causar más lesiones. El carbón activado no neutraliza los cáusticos y además puede oscurecer la visualización endoscópica. No se conoce ningún beneficio clínico de la neutralización de las sustancias cáusticas; la neutralización libera calor, además de provocar distensión gaseosa y vómitos, todo lo cual puede empeorar las lesiones.
Los signos de compromiso de las vías respiratorias, como disminución del nivel de consciencia, estridor, cambios en la voz o incapacidad para controlar las secreciones orales, requieren intubación y ventilación mecánica. A menudo se necesitan líquidos intravenosos para mantener la hidratación y reponer las pérdidas insensibles de agua.
La endoscopia debe realizarse en las primeras 24-48 horas tras la ingestión, ya que el reblandecimiento posterior de la herida aumenta el riesgo de perforación. Las sondas nasogástricas insertadas por vía endoscópica pueden servir de stent para prevenir la estenosis esofágica y permitir la alimentación por sonda. También puede utilizarse una tomografía computarizada, a menudo mejorada con contraste, para evaluar las lesiones.
Los métodos quirúrgicos más comunes de tratamiento en niños incluyen la dilatación esofágica y el reemplazo esofágico como menos comúnmente la implantación de un stent esofágico .

## Epidemiología
En general, la mayoría de las ingestiones en niños implican ingestiones exploratorias de pequeñas cantidades de sustancias cáusticas, con la rara excepción de los casos de maltrato infantil, en los que a menudo se ingieren cantidades mayores. Las ingestiones cáusticas en adultos suelen implicar la ingestión de mayores cantidades de material durante intentos de autolesión.Debido a la mayor cantidad de material que se suele ingerir, las lesiones suelen ser más graves en las ingestiones intencionadas de adolescentes y adultos que en las de niños.Entre las sustancias que suelen ingerirse se encuentran el hidróxido de amonio (presente en limpiadores generales y desengrasantes), el hidróxido de sodio o el hidróxido de potasio (presentes en desatascadores o limpiadores de hornos), el hipoclorito de sodio (lejía), el ácido oxálico (abrillantador de metales) y el ácido clorhídrico (limpiador de inodoros). El almacenamiento de sustancias cáusticas en recipientes de agua o bebidas es un factor de riesgo de ingestión accidental de estos materiales, sobre todo en niños.Los niños en edad preescolar son los que corren mayor riesgo de ingestión accidental de sustancias cáusticas.

## Prevención
Se han recomendado medidas preventivas destinadas a disminuir el riesgo de ingestión accidental de sustancias cáusticas, entre las que se incluyen:
- Mantener sustancias cáusticas en armarios cerrados con llave o en estantes superiores.
- No almacenar sustancias químicas en envases de comida o bebida.
- No tener grandes cantidades de detergente en casa
- No mencionar un medicamento como "dulce" al administrarlo como medicamento.
- Mantener el número de teléfono para el control de intoxicaciones en el hogar
- Mantener sustancias cáusticas en recipientes etiquetados.